# Nokomai
Nokomai ist eine kleine Siedlung im Southland District der Region Southland auf der Südinsel von Neuseeland.

## Geographie
Die Siedlung befindet sich rund 18 km südlich des Lake Wakatipu im Tal des Mataura River. Die nächstgelegenen Siedlung sind Athol rund 7,5 km westlich und Garston rund 3,5 km nördlich liegend. Durch Nokomai führt der New Zealand State Highway 6, der die Siedlung mit dem rund 52 km nördlich liegenden Queenstown verbindet.

## Geschichte
In der Nähe von Nokomai befand sich einst ein bedeutender Goldtagebau, in dem in einer Tiefe von rund 40 m eine 2 m starke goldführende Schicht befand, die eine Ausbeute von gut einem Gramm pro Tonne ermöglichte. Der Tagebau wurde mittlerweile aufgegeben und die Landschaft rekultiviert.